# 日産・C80

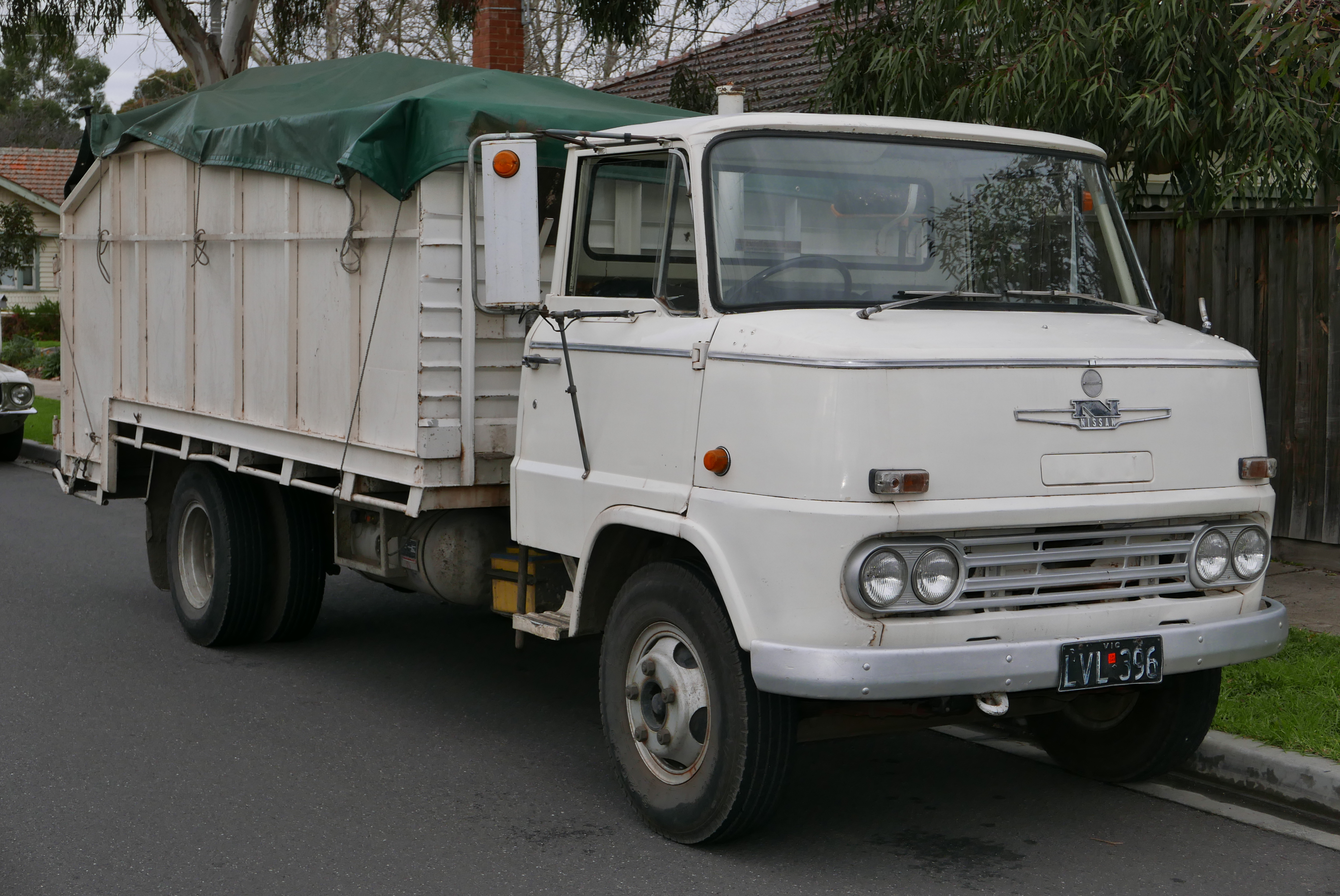
オーストラリアで撮影された日産C80トラック

C80とはかつて日産自動車が製造していた中型トラックである。

## 歴史
- 1965年（昭和40年）10月登場。ガソリンエンジンのC80型とディーゼルエンジンのQC80型の2種類で、エンジンはディーゼルがSD33型（98 ps）、ガソリンはH30型（120 ps）、トランスミッションはフルシンクロ4速MTを搭載。3.5 t積と3.0 t積の平ボディと、3.5 t積ダンプカーをラインナップ。セミキャブオーバー型のキャブが特徴であった。
- 1973年（昭和48年）生産中止。日産は中・大型トラックの生産を日産ディーゼル（現・UDトラックス）に移管し、後継の中型トラックは1975年（昭和50年）5月に「コンドル」として発売された。